# Hasadtkő
A Hasadtkő vagy Tamina (románul: Cascada Tamina, németül: Taminaschlucht) egy természeti látványosság Brassó megyében, a Nagykőhavas hegyeiben: patak által vágott mély szurdok öt vízeséssel. Hasonló a közeli Hétlétrákhoz, bár kisebb annál: hossza mindössze 20 méter. A szurdok teljes hosszában bejárható a felszerelt létrákon keresztül.

## Elnevezése
Magyarul több néven ismerik: Hasadtkő, Hollókő, Maladinkő, „mintha a nép bámulata a soknevűség által akarta volna a természet e csodás művének az egynevüség szűk keretébe nem foglalható nagyszerüségét kifejezni”. A Hasadtkő név a sziklahasadásra utal, mely által a szurdok létrejött. A Hollókő és a Maladinkő Árvay József helytörténész szerint a Hasadtkő egyes részeinek neve, bár nem pontosítja, hogy melyik részekről van szó. A Maladinkő (megjelenik Maládin köve alakban is) valószínűleg román család- vagy ragadványnévből származik.
Német Taminaschlucht (Tamina-szurdok) elnevezését Carl August Dietrich (1813–1884) könyvkötőnek köszönheti, aki az 1830-as években költözött Németországból Brassóba. Dietrich sokat kirándult a környék hegységeiben (Julius Römer szerint Erdély egyik legelső természetjárója volt), és számos tereptárgynak adott német nevet. A Hasadtkövet a svájci Tamina-völggyel való hasonlósága miatt nevezte el Tamina-szurdoknak, a fölötte levő kilátósziklának pedig a Huttenstein nevet adta. A román név (Cascada Tamina) a német átvétele. A Tamina név részben meghonosodott a magyar nyelvben is.

## Kialakulása
A szurdokot a Nagykőhavas-csúcstól északnyugatra eredő Kiskő, egyes forrásokban Hasadtkővize (Valea Pietrei Mici), az Alsó-Száraz-Tömös egyik jobboldali mellékfolyása vágta a sziklába. Egyes leírások szerint egy barlang beomlásának eredményeként alakult ki a szurdok.
A Nagykőhavasra jellemzőek a konglomerátumba ágyazott, kaotikusan elrendezett Jura kori mészkőtömbök, melyek olisztolitek ebben a képződményben. A Hétlétrákhoz hasonlóan a patak különleges karsztikus felszínt alkotott a mészkőben, meredek sziklafalakkal és mély hasadékokkal. A szurdok oldalfalain látható eróziós üstök arra utalnak, hogy a vízfolyás mélyítő tevékenysége több ízben is szünetelt.

## Feltárása
A Hétlétrákkal ellentétben a Hasadtkő vízeséseit és szurdokát létrák nélkül is meg lehetett tekinteni, így már a 19. század közepén is jól ismerték a természetjárók. Orbán Balázs az 1860-as években így ír: „a patak roppant zuhatagban rohan alá a szédítő mélységbe, s a sziklaéleken habbá törve mint lengő ezüst fátyol vonul át a merészen kihornyolt sziklarepedésen; néhol mintha aranyba volna szegve, míg másutt az ég legszebb színeiben tündököl (...) Ha szép volt a felülről való lepillantás, megható lesz az alulról fölfelé való tekintés, mert innen nem csak a zuhatagok összegét láthatja, hanem a szikláknak növekedő roppantottságát is bámulhatja”.
A 19. század végén több beszámolóban, kalauzban is megjelenik; gyönyörű, vadregényes, de ugyanakkor veszélyes helyként írnak róla. 1893-ban megemlítenek egy, a sziklarepedés egyik odújába rejtett üvegpalackot, melybe a látogatók papírra írt névjegyeiket vagy névsoraikat helyezték.
Létrákról az 1930-as években számolnak be legelőször. Ezeket az 1970-es években újították fel utoljára; a 2010-es évekre már eléggé leromlott állapotba kerültek. Egy tervezet függőhidak és kilátók építését helyezte kilátásba, azonban egyelőre nem fogadták el.

## Leírása
Sziklába vágott sötét, keskeny szurdok, ahol a Kiskő-patak kettős zuhataga öt vízesést alkot; ezek közül a legmagasabb 10 méteres. A 18 méter szintkülönbségű, létrákon és hidakon keresztül haladó út 50–60 méter magas függőleges falak között visz. A hely tengerszint feletti magassága 1120 méter. A szurdok fölött egy magas kilátószikla van (németül Huttenfels), melyről kiváló kilátás nyílik Predeál és a Bucsecs-hegység felé.
A szurdoktól délre a víz folyását lefelé követve további öt vízesés látható, majd a patak vízbősége fogyni kezd és végül a föld alá tűnik – ezért nevezik Száraz-Tömösnek.
A hely hűvös, nedves mikroklímájának köszönhetően lucfenyők és magashegyi növények jellemzőek a Hasadtkő környékére. Állatvilága gazdag: gyakori a medve, farkas, hiúz, vaddisznó, szarvas, keresztes vipera.

### Megközelítése
A Hasadtkő a Felsőtömös közeléből a Nagykőhavas csúcsa felé induló, kék sávval jelzett turistaút (az úgynevezett Anna-út) mentén található. Az ösvény a DN1-es főútból ágazik el; ide gépjárművel vagy vonattal lehet eljutni (a felsőtömösi állomás 800 méterre van). Innen körülbelül 50 percnyi könnyű gyaloglás a Hasadtkő (a letérőt tábla jelzi). A szurdok megközelíthető a Nagykőhavas csúcsa felől ereszkedve is.